# Vincenzo Musolino
Vincenzo Musolino (* 9. Mai 1930 in Benestare; † 9. Mai 1969 in Rom) war ein italienischer Schauspieler, Produzent und Filmregisseur.
Musolino lebte als Fischer in seiner Heimat in Reggio di Calabria und leistete seinen Militärdienst in Venedig ab, als er von Renato Castellani für die Hauptrolle des Antonio in dessen Für zwei Groschen Hoffnung verpflichtet wurde. Der große, recht hübsche und athletische Musolino fasste schnell Fuß im Filmgeschäft und war in etlichen Filmen in gewichtigen Nebenrollen zu sehen; die meisten dieser Werke verschwanden jedoch nach kurzer Zeit aus den Kinos. 1964 widmete er sich dann der Produktion von Genrefilmen; er arbeitete häufig mit Regisseur Edoardo Mulargia zusammen; dabei schrieb er auch an einigen Drehbüchern mit und agierte als Bill Jackson. 1968 und in seinem Todesjahr legte er als Regisseur zwei Italowestern vor. Dabei firmierte er als Glenn Vincent Davis.

## Filmografie (Auswahl)
Regie, Drehbuch, Produktion
- 1968: Django – den Colt an der Kehle (Chiedi perdono a Dio… non a me)
- 1969: Quintana – Er kämpft um Gerechtigkeit (Quintana)

Produktion
- 1965: Jetzt sprechen die Pistolen (Perché uccidi ancora?) (& Drehbuch)
- 1966: Vayas con Dios, Gringo (& Drehbuch, Schauspieler)
- 1967: Django – Dein Henker wartet (Non aspettare Django, spara) (& Drehbuch, Schauspieler)
- 1967: Django – Kreuze im blutigen Sand (Cjamango) (& Drehbuch, Schauspieler)

Schauspieler
- 1951: Für zwei Groschen Hoffnung (Due solidi di speranza)
- 1951: Der Rebell von Tacca del Lupo (Il brigante di Tacca del Lupo)
- 1953: Bittere Liebe (Noi cannibali)
- 1960: Und dennoch leben sie (La ciociara)
- 1960: Der Weg zurück (Tutti a casa)
- 1961: Agent 0-1-7 auf heißer Spur (Caccia all'uomo)
- 1962: Einer gegen Sieben (Duello nella sila)
- 1962: Robin Hood – Der Löwe von Sherwood (Il trionfo di Robin Hood)
- 1962: Die tollen Hunde der Karibischen See (Lo spraviero dei Caraibi)